# Jean de Préaumont
Jean de Préaumont, né le 8 juin 1922 à Murat, et mort le 11 mai 2018 dans le 17e arrondissement de Paris,, est un homme politique français. Membre du UNR, de l’UDR puis du RPR, il fut député des vingt-quatrième et vingt-troisième circonscription de la Seine puis de la vingt-troisième circonscription de Paris et enfin député de l’Essonne.

## Biographie
Jean de Préaumont est né le 8 juin 1922 à Murat dans le Cantal. Il a suivi ses études secondaires au sein de l'établissement catholique de Masillon à Clermont-Ferrand et est devenu avocat.
Jean de Préaumont fut successivement élu député de l’ancienne vingt-quatrième circonscription de la Seine en remplacement de François Missoffe de 1961 à 1962, puis successivement député de la vingt-troisième circonscription de la Seine devenue vingt-troisième circonscription de Paris entre 1962 et 1986 puis à l’occasion du scrutin proportionnel de liste départementale organisé en 1986, élu député de l’Essonne jusqu’en 1988. De 1963 à 1973, il fut membre du Conseil de l'Europe.

### Mandats nationaux

#### Député de la24ecirconscriptionde la Seine
Jean de Préaumont fut élu député-suppléant le 9 décembre 1958 dans l’ancienne vingt-quatrième circonscription de la Seine. Il devint député le 25 septembre 1961 en remplacement de François Missoffe, nommé dans le premier gouvernement de Georges Pompidou.

#### Député de la23ecirconscriptionde la Seine
Jean de Préaumont fut élu député de l’ancienne vingt-troisième circonscription de la Seine le 15 novembre 1962 pour la IIe législature.

#### Député de la23ecirconscriptionde Paris
Jean de Préaumont fut réélu le 12 mars 1967 pour la IIIe législature dans la nouvelle vingt-troisième circonscription de Paris, le 30 juin 1968 pour la IVe législature, réélu le 11 mars 1973 pour la Ve législature, réélu le 19 mars 1978 pour la VIe législature, réélu le 14 juin 1981 pour la VIIe législature il conserva ce siège jusqu’au 1er avril 1986.

#### Député de l’Essonne
Lors de l’élection législative de 1986 organisée au scrutin proportionnel plurinominal sur une circonscription unique départementale, Jean de Préaumont fut élu député de l’Essonne du 16 mars 1986 au 14 mai 1988 pour la VIIIe législature.

### Fonctions partisanes
Jean de Préaumont était en 1972 secrétaire général des assises de l’Union des démocrates pour la République.

## Décorations et récompenses
Jean de Préaumont a reçu la médaille de la Ligue universelle du Bien public.